# Typhonia
Typhonia é um gênero de mariposa pertencente à família Acrolophidae.